# Luas Green Line
De Luas Green Line is een van de twee tramlijnen in de Ierse hoofdstad Dublin. De twee lijnen worden aangeduid met een kleur: Rood en Groen.

## Luas Green Line
De Green Line loopt vanaf het stadscentrum St. Stephen's Green in zuidelijke richting tot Sandyford. De verlenging tot aan Cherrywood is in oktober 2010 geopend en in een volgende fase is een verlenging voorzien tot aan Bray.
Het grootste deel van het traject maakt gebruik van oude spoorwegtrajecten en soms zijn zelfs oude kunstwerken opnieuw in gebruik genomen, zoals de Nine Arches brug bij Milltown.

## De haltes
Vanuit het centrum gezien kent de Luas de volgende haltes:

### St. Stephens Green
(Beginpunt, echter geen zonegrens: een deel van de Red Line ligt ook in Zone Central 1)

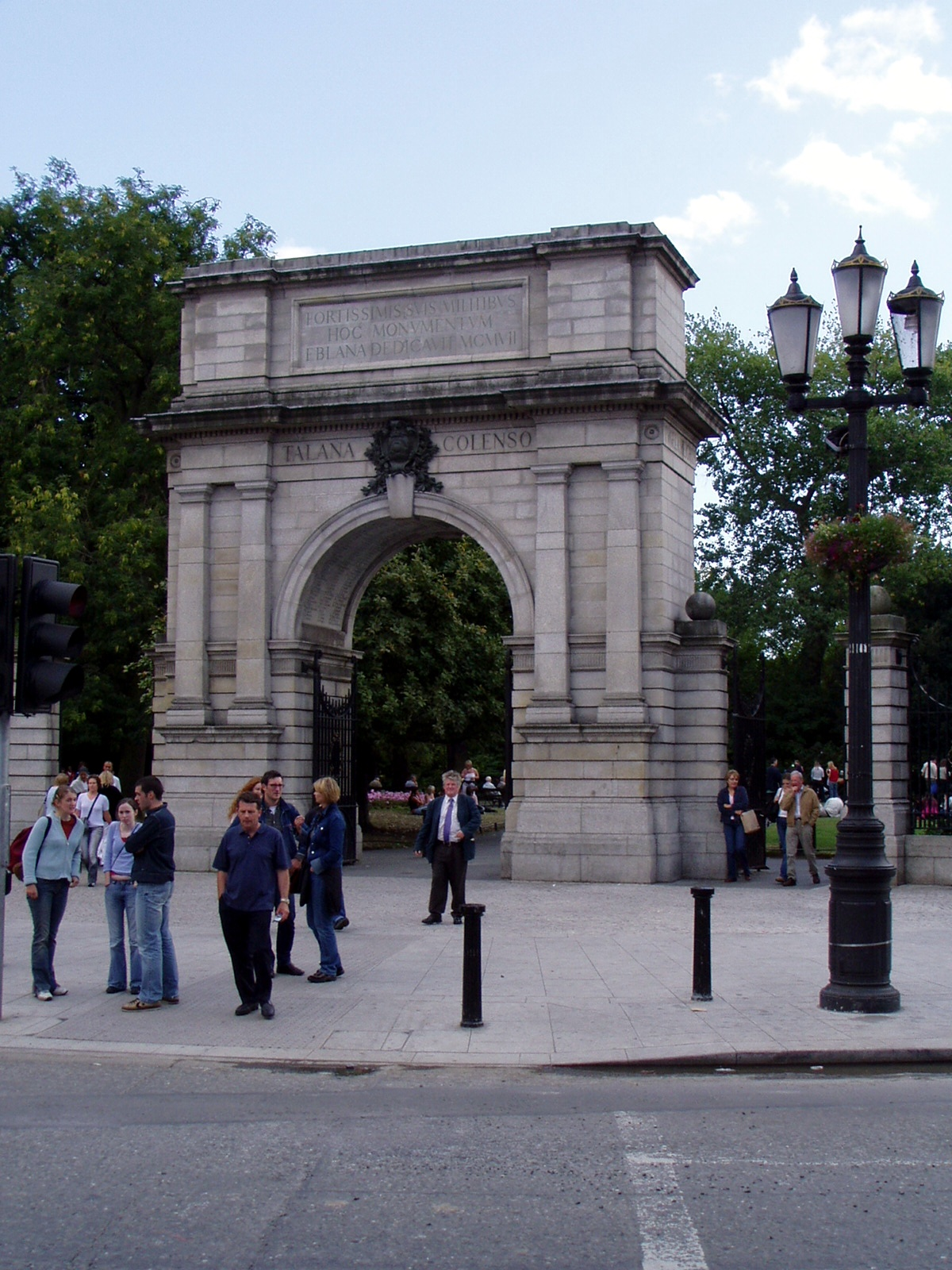
St. Stephen's Green
(een) ingang van het park

St. Stephen's Green is een vierkant park aan de zuidkant van het stadscentrum. Vanuit deze eindhalte kunnen passagiers wandelen naar de halte Abbey Street van de Luas Rode lijn. In de toekomst moeten de twee lijnen via een ondergrondse verbinding met elkaar verbonden worden. Dit project heeft als werknaam Luas BXD.

### Harcourt
Harcourt is de laatste halte waarbij de trambaan over de openbare weg loopt. Verder zuidwaarts heeft de tram zijn eigen baan, grotendeels verhoogd t.o.v. het maaiveld tot aan Sandyford. Omdat de tram tot aan de derde halte geen eigen baan heeft rijdt hij daar erg langzaam. Bovendien zijn er enkele scherpe bochten tussen Harcourt en Charlemont). Rond halte Harcourt liggen veel kantoorgebouwen.

### Charlemont
(zonegrens)

Charlemont is de eerste halte op verhoogd spoor. De halte ligt naast het Hilton hotel. De halte is gebouwd op een nieuwe brug over het Grand Canal.

### Ranelagh
Ranelagh is een woonwijk aan de zuidkant van het centrum en is het centrum van postcode Dublin 6. Van oorsprong was Ranelagh een dorpje buiten Dublin, maar in de 19e eeuw werd het onderdeel van de groeiende stad. Het station is gebouwd op het nieuwe spoorwegviaduct over de lokale hoofdstraat Ranelagh Road.

### Beechwood
De Beechwood halte geeft toegang voor de lokale bewoners tot de Luas lijnen. Het ligt zo'n vijftien minuten lopen vanaf de bekendere wijk Rathmines.

### Cowper
Cowper ligt tussen Cowper Road en Cowper Avenue en is vooral bedoeld voor de lokale bevolking.

### Milltown

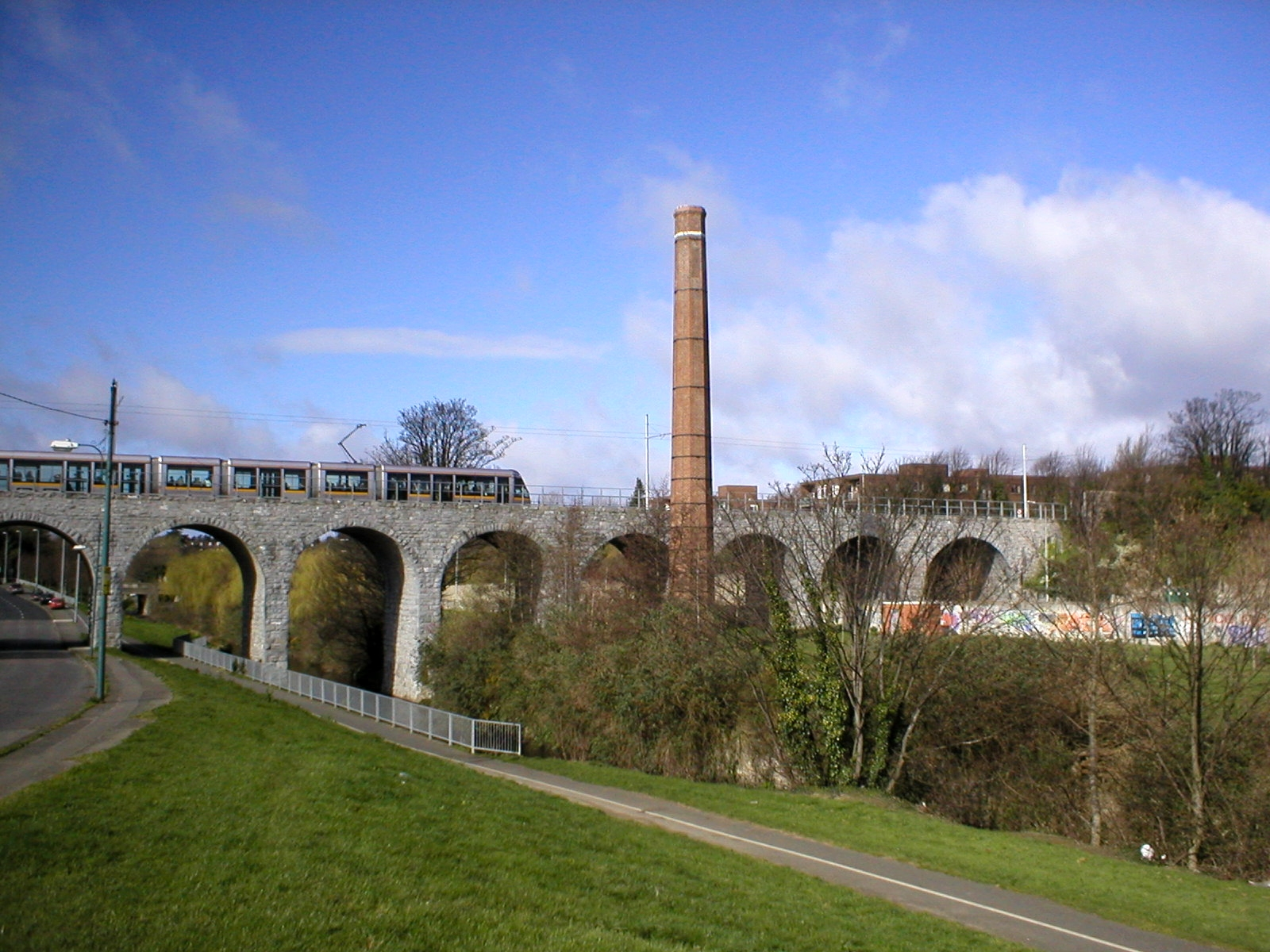
Nine Arches spoorbrug Milltown.
De halte is net links van de foto

De halte van Milltown ligt direct ten noorden van de oude spoorbrug, plaatselijk bekend als Nine Arches vanwege de 9 bogen van de brug die over lokale en doorgaande wegen en de rivier Dodder loopt. Direct bij de halte is de achteringang van het Alexandra College, een van de meest prestigieuze en exclusieve meisjesscholen van Ierland verbonden aan de Ierse kerk.

### Windy Arbour
Windy Arbour is een klein voorstadje bij Dundrum. Lokaal biedt het een paar winkeltjes en een supermarktje, maar bewoners zijn vooral aangewezen op het nabijgelegen Dundrum.

### Dundrum
(zonegrens)

Dundrum was vroeger een zelfstandige voorstad van Dublin, maar is inmiddels opgeslokt door de hoofdstad. Tegenwoordig is Dundrum een trekpleister voor shoppers: het Dundrum Shopping Centre is een groot (grotendeels overdekt) winkelcomplex met een ruime keuze aan winkels. Zowel de luxere winkelketens alsook de meer economische ketens zijn er te vinden. Direct naast het eigenlijke winkelcentrum zijn enkele supermarkten te vinden.
Behalve winkels biedt het winkelcentrum ook een grote bioscoop Movies at Dundrum, een complex met twaalf zalen.
De halte ligt direct ten zuiden van de nieuw gebouwde spoorbrug.

### Balally
Balally ligt ook nog in Dundrum en het station maakt onderdeel uit van een speciaal hiervoor gebouwd complex. Deze halte ligt het dichtst bij de zuidelijke uitgang van het Dundrum Shopping Centre.

### Kilmacud
Een halte die is gebouwd tussen St. Benildus en St. Olafs. Is vooral van belang voor lokale bewoners.

### Stillorgan
De halte van Stillorgan ligt langs het waterreservoir aan het einde van de Kilmacud Road.

Van oorsprong een voorstadje van Dublin. Bij de volkstelling van 2006 telde Stillorgan 15.894 inwoners.

In 1965 werd in Stillorgan het eerste speciaal gebouwde winkelcomplex geopend en in augustus 2006 kregen projectontwikkelaars toestemming om dit oude centrum compleet te vernieuwen. Met deze investering is een bedrag gemoeid van ruim € 40 miljoen.

### Sandyford
(zonegrens)

(einpunt voor een deel van de treinen vanaf St.Stephens Green)

De halte van Sandyford ligt langs het waterreservoir aan het einde van de Brewery Road.

Sandyford is ook een voorstad van Dublin, en het Sandyford Industrial Estate is een van de grootste bedrijventerreinen van Dublin. Tot de opening van de uitbreiding Luas B1 in augustus 2010 is Sandyford de eindhalte van de Luas Green Line en ook de locatie van de remise voor de trams van de groene lijn.
Sandyford Industrial Estate herbergt een aantal grote bedrijven, waarvan het bekendste Microsoft is met hun Ierse hoofdkantoor alsmede het nieuwe datacenter.
Tot oktober 2010 was Sandyford het eindpunt van de Green Line en net voorbij het station is dan ook de remise en reparatie-werkplaats van de Green Line gevestigd. (Omdat de Green Line en de Red Line NIET met elkaar verbonden zijn hebben ze elk hun eigen treinen, werkplaats en remise).

## Nieuwe haltes per 16 oktober 2010
Sinds 16 oktober 2010 is de uitbreiding van de Luas Green Line operationeel. Dit verlengingsproject stond bekend als Project Luas B1 of Luas Cherrywood. Langs een groot deel van de route zijn in de voorgaande jaren nieuwe woonwijken gebouwd. Door het instorten van de vastgoedmarkt in Ierland is er vrij veel leegstand en sommige wijken zijn zelfs helemaal niet afgebouwd.
De nieuwe haltes zijn:

### Central Park
Deze halte ligt tussen voormalig eindpunt Sandyford en de M50 ringweg. Het Leopardstown Park Hospital is bereikbaar via deze halte.

### Glencairn
Na Central Park steekt de Luas de M50 ringweg over en loopt de lijn vlak langs het landgoed Glencairn House, de officiële residentie van de Britse ambassadeur in Ierland. Als residentie van de ambassadeur is het landgoed sinds de jaren 1950 in gebruik, al is het rond de eeuwwisseling verkocht door de Britse staat om daarna een nieuwe residentie in gebruik te nemen in Marlay Park. Tijdens de verbouwing van deze nieuwe residentie berekende men dat het kosten-effectiever was om het oude pand terug te kopen en de ambassadeur bleef in Glencairn House.

### The Gallops
Na Glencairn wijzigt de richting van het spoor van N/Z in NW/ZO en The Gallops halte ligt aan de rand van de uitbreiding van Ballyogan.

### Leopardstown Valley
Hoewel de naam anders doet vermoeden ligt dit niet in Leopardstown, maar wederom onderdeel van Ballyogan.

### Ballyogan Wood
Ballyogan is van oorsprong een klein plaatsje ongeveer twaalf kilometer van Dublin centrum. De ringweg M50 loopt langs Ballyogan. Het plaatsje is gebouwd rond de Ballyogan Road, de belangrijkste winkelstraat van deze wijk. Ballyogan Road loopt vanaf de afrit van de M50 bij Carrickmines tot aan Leopardstown Valley.

### Racecourse
(toekomstige halte + zonegrens)

Na Ballyogan steekt de Luas de M50 wederom over en we zijn nu bij de zuidoostelijke ingang van het paardensportcentrum Racecourse. Hoewel de halte zelf volledig is aangelegd is deze vooralsnog niet in gebruik. In de toekomst is het de bedoeling dat de halte wordt geopend als er wedstrijden zijn op de baan, maar de eigenaar van de baan of de lokale overheden moeten zorgen voor de ontsluitingswegen, en dat is niet gebeurd waardoor de halte vooralsnog ongebruikt blijft liggen.

### Carrickmines
Het plaatsje Carrickmines is door de bouw van de M50 ringweg gesplitst in twee delen. De Luas-halte ligt aan de noordkant van de snelweg. Het noordelijke deel van Carrickmines is het oudste deel en was voorheen vooral een locatie waar duurdere woningen stonden. Het zuidelijke deel is een meer recente ontwikkeling met nieuwbouwwoningen, winkelcentrum en kantoren. Mede vanwege de ligging vlak bij afrit 15 van de M50 is dit station ingericht als een Parkeer en Reis halte.

### Brennanstown
(toekomstige halte)

Brennanstown is een woonwijk die ontwikkeld werd aan het einde van de vastgoed-zeepbel. Door het ineenstorten van de vastgoedmarkt zijn veel woningen in Brennanstown niet verkocht en staan leeg. Om deze reden is de halte dan ook niet in gebruik: er wonen te weinig mensen in de directe omgeving om exploitatie van de halte kostendekkend te maken. Bovendien zouden de projectontwikkelaars van de wijk moeten zorg dragen voor de toegangswegen naar de halte, en dat is niet gebeurd.
De halte is bouwkundig helemaal af, alleen de technische voorzieningen zoals kaartverkoop-automaten en de in-/uitcheckpalen voor de Luas-variant van de OV-chipkaart zijn niet geplaatst. Indien de situatie met betrekking tot het aantal bewoonde huizen en aanleg van de ontsluitingswegen wijzigt kan de halte alsnog worden geopend.

### Laughanstown
Dit is ook een gebied in ontwikkeling met veel leegstand en/of niet afgebouwde huizen, maar omdat hier wel de ontsluiting van de halte gerealiseerd is is deze halte wel geopend.

### Cherrywood
Gelegen op een viaduct net ten noordwesten van Wyatville Road - ontsluit o.a. de woonwijk Cherrywood en het Cherrywood Technology Park waar o.a. Dell Ierland is gevestigd. Het project Cherrywood is ontwikkeld rond het bedrijvenpark en ligt strategisch tussen de M50 en de N11, terwijl de M11 (de snelweg 'verlenging' van de N11) ongeveer 1 km zuidelijker ligt). De N/M11 is een 140 km lange weg van Dublin naar Wexford. De plannen zijn ontwikkeld in 2004 en vervolgens is men voortvarend te werk gegaan, maar de ontwikkeling van zowel het bedrijvenpark als het woongedeelte ligt sinds de instorting van de vastgoedmarkt in 2008 stil. Grote kantoorpanden staan leeg en er is veel braakliggende bouwgrond waar voorlopig niets mee zal gebeuren.
Zo zou oorspronkelijk het nieuwe hoofdkantoor van de Bank of Scotland (Ireland) hier in 2010 geopend worden. Al in maart 2008 ontstonden er problemen rond deze plannen waarbij de lokale overheid ernstige bedenkingen had m.b.t. het ontwerp van dit hoofdkantoor en de rest van Cherrywood: de gemeente was van mening dat het project een verzameling geïsoleerde bedrijfsblokken zou worden en dat er te weinig woningen ontwikkeld werden.
In de volgende jaren werden de problemen alleen maar veel groter: de vastgoedmarkt stortte in en als rechtstreeks gevolg daarvan trok eerst BOSI's onderdeel Halifax (Bank of Scotland) zich terug van de Ierse markt en later in 2010 werd aangekondigd dat ook het op de zakelijke markt gerichte Bank of Scotland (Ireland) zich volledig uit Ierland zou terugtrekken. De lokale overheden hebben behoorlijk wat publiek geld geïnvesteerd in de ontwikkeling van het project en ze zijn nu bang dat te veel betaald geld aan het bedrijf van projectontwikkelaar Liam Carrol weg is en niet meer teruggevorderd zal kunnen worden.
Vanwege de strategische ligging van het Science and Technology Centre, vlak bij de M50 en N11/M11, alsmede de ontsluiting via de Luas, blijven ontwikkelaars hoop houden dat bij een aantrekkende economie dit gebied wel verder ontwikkeld zal worden. Het bedrijf achter Cherrywood maakte geen onderdeel uit van het omgevallen conglomeraat Zoe Group van Liam Carrol en de financiers achter Cherrywood blijven het project steunen.

### Brides Glen
Voorlopig eindpunt van de Luas Green Line. Ligt ten westen van Wyatville Road aan het einde van het hierboven genoemde viaduct. De problemen met betrekking tot leegstand en niet ontwikkeld bouwterrein van Cherrywood zijn ook van toepassing op Brides Glenn

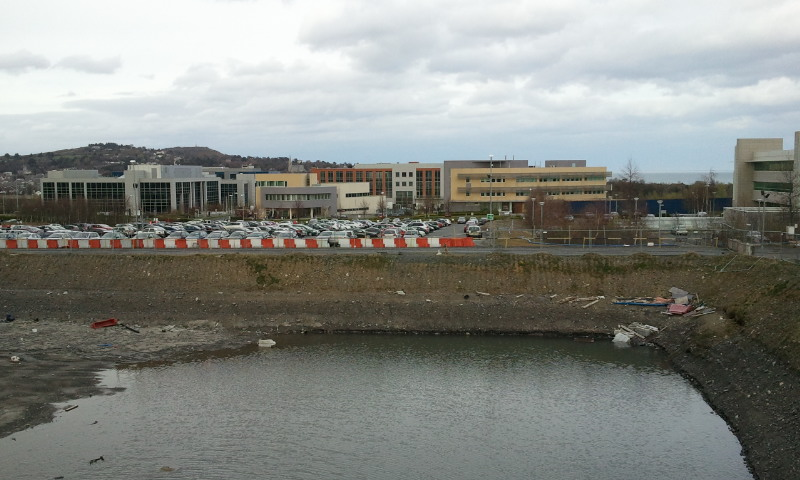
Bouwput van de Park&Ride gezien van Brides Glen halte

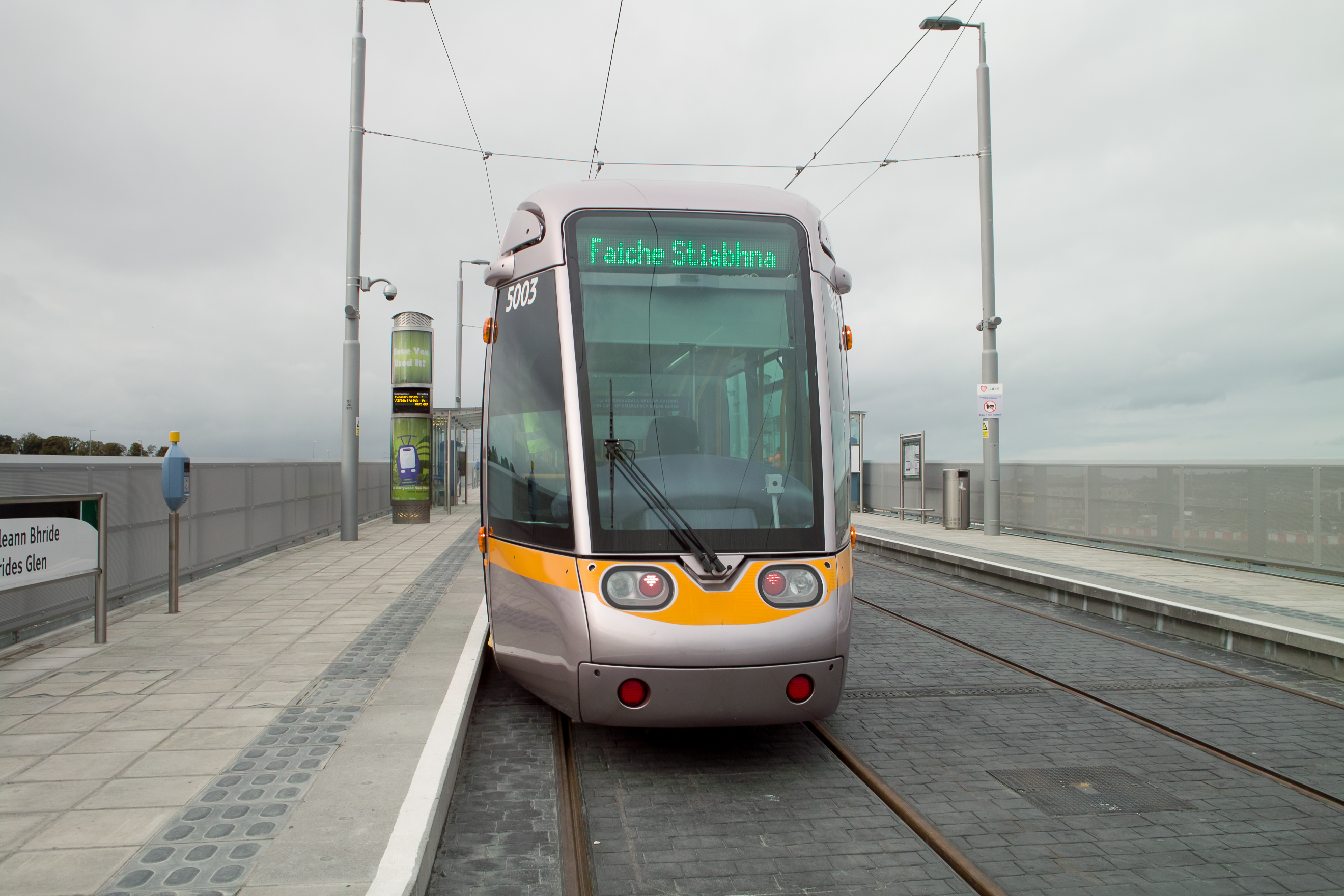
(voorlopige) eindhalte Bride's Glen in Cherrywood.

## Project B2: Verlenging tot aan Bray
Volgens het project Extension Luas Line B2 zal de Green Line met nog eens negen kilometer verlengd worden tot aan Bray. Het eerste deel van het traject tot aan Shankhill was direct al bekend, maar vervolgens zijn er een aantal varianten besproken. Een inmiddels vervallen plan was een afsplitsing ten zuiden van de bebouwing bij Shankhill, oostwaarts gaand richting zee en eindigen bij een eventueel te bouwen DART-station. De hoofdlijn zou dan verder zuidwaarts gaan richting Willford en eindigen bij Fassaroe.
In augustus 2007 heeft men een andere variant gekozen: de hoofdlijn loopt nog tot Fassaroe, maar de afsplitsing naar een nieuw te bouwen DART-station is nu vervangen door een afsplitsing bij Willford door Bray met haltes Castle Street, Ravenswell en het bestaande DART en Commuter treinstation Bray: Bray Interchange. De hoofdlijn blijft in dit plan als voorheen doorlopen tot Fassaroe.
Zeker nu de bouw van nieuwe woonwijken stil is komen te liggen lijkt de route die door de bestaande bebouwing in Bray loopt een logische keus.
Het ontwikkeltraject bevindt zich nu in Fase 3: het daadwerkelijke ontwerp van de route en de haltes. Tijdens deze fase worden de exacte locaties van het spoor, bruggen/viaducten, haltes en andere bouwwerken bepaald en worden ook zaken als de stroomvoorziening op detail-niveau ontworpen.
Als deze fase is afgerond komt het project in Fase 4: het aanvragen en verkrijgen van de bouwvergunningen en de vergunning om de lijn te exploiteren.
Als alle ontwerpen klaar zijn, de vergunningen zijn verstrekt en de financiering is afgerond komt de belangrijke Fase 5: aanleg van de lijn en alle bijbehorende infrastructuur. Zie hiervoor ook het artikel: Aanleg spoorlijnen in Dublin
Als de aanleg is afgerond volgt, na het testen, de operationele fase.

## Haltes van de B2 uitbreiding
De Luas B2 uitbreiding is momenteel in fase 3: Ontwerp van lijn en haltes
Volgens de huidige plannen worden de volgende haltes opgenomen in het ontwerp van Luas B2:
- Stonebridge
- Crinken
- Old Connaught

- Thornhill
- Fassaroe

- Corke Abbey (Bray)
- Ravenswell (Bray)
- Bray Daly Station (DART, Commuter- en intercitytreinstation)